# Anfiteatro de Rodez
El anfiteatro de Rodez es un anfiteatro romano construido a finales del siglo I o principios del siglo II en la ciudad de Segodunum, actual Rodez, en el departamento francés de Aveyron.
En el siglo XXI, los escasos restos conocidos de este anfiteatro han sido enterrados.

## Ubicación
El anfiteatro se construyó en el fondo de un valle, con su cávea al norte, este y sur apoyada en laderas naturales. Se encuentra al noroeste de la ciudad antigua, fuera de la zona más densamente urbanizada, pero parece estar comunicado por uno de los decumani.
En la ciudad actual, el anfiteatro está casi totalmente contenido en la manzana formada por las calles de l'Amphithéâtre y de Séguret-Saincric, al oeste y al este, y por las calles Raynal y Pasteur, al norte y al sur.

## Historia
El anfiteatro se construyó probablemente a finales del siglo I o a principios del siglo II, durante la fase de urbanización de la ciudad.
Cuando se construyeron las murallas tardorromanas, el anfiteatro no se incluyó en el perímetro amurallado. Del mismo modo, la muralla medieval dejó el monumento en ruinas fuera de la ciudad.
En 1852 se realizaron excavaciones muy parciales. La zona de Rodez donde se encontraba el anfiteatro se llamaba entonces "Pré de la Conque", topónimo que demuestra que la forma del anfiteatro había sobrevivido en el paisaje, sin embargo, como el solar aún no estaba urbanizado, el plano que se trazó no pudo localizarse con precisión por falta de puntos de referencia.
Los trabajos realizados entre 1995 y 1997 en la zona ahora urbanizada revelaron algunos restos del anfiteatro y señalaron su ubicación precisa en el plano urbano moderno. En 2020, una excavación arqueológica preventiva en la parte suroeste del anfiteatro reveló nuevos restos.

## Descripción

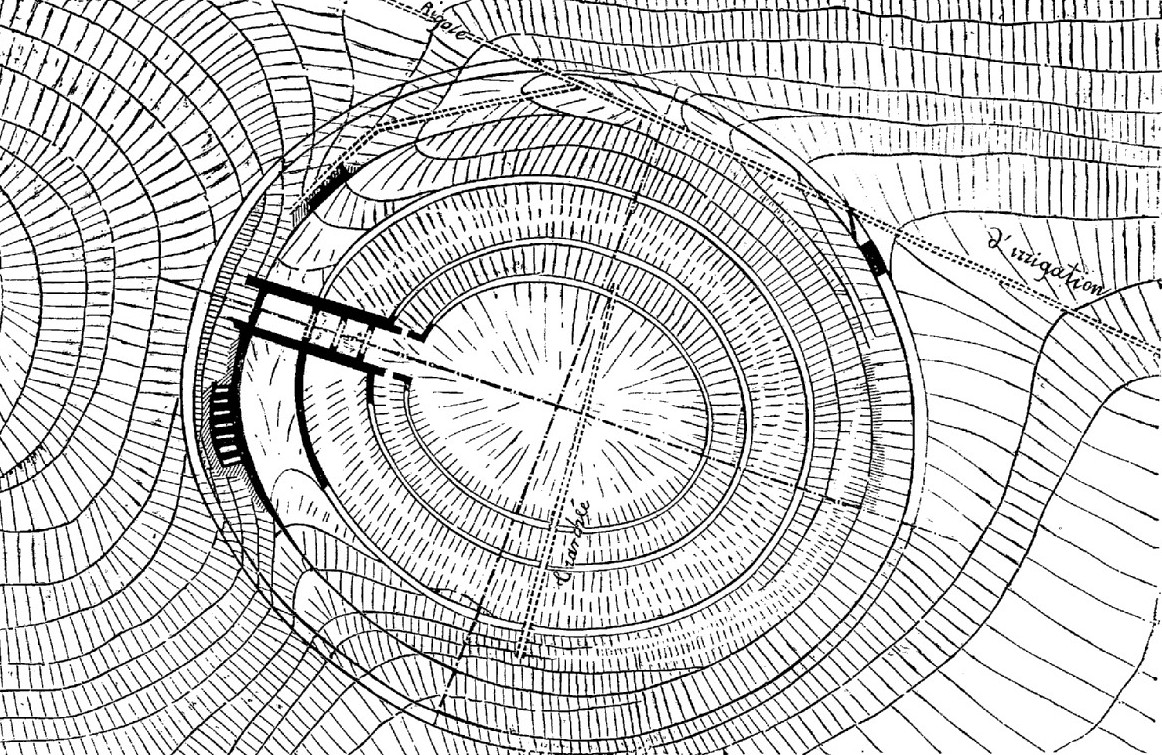
El anfiteatro apoyado sobre el relieve.

El anfiteatro está construido sobre el fondo de un valle en tres puntos cardinales, excepto el oeste. Por lo tanto, la cávea sigue el relieve natural en más de tres cuartas partes de su longitud, lo que significa que no se necesitan imponentes estructuras de mampostería en esta parte del anfiteatro. Solo el sector occidental, donde se ha identificado un vomitorio de acceso a la arena, presenta muros anulares parciales destinados a soportar las gradas de los asientos.
El monumento es de planta elíptica, con un eje largo de 110 m y un eje corto de 97 m La arena mide 41,50 x 29,50 m: por lo tanto, puede albergar al menos 10 o 15 000 espectadores. Un sistema de escaleras exteriores, adosadas a la fachada occidental, permitía acceder a la parte superior de la cávea. Los restos de las gradas y las paredes son de piedra arenisca.